# Barcos e Santa Leocádia
Barcos e Santa Leocádia est une paroisse civile portugaise (en portugais : freguesia) de la municipalité de Tabuaço dans le district de Viseu. Elle est créée en 2013, par fusion des paroisses de Barcos et Santa Leocádia.

## Histoire
La paroisse est créée par la loi no 11-A/2013 du 28 janvier 2013 portant réorganisation administrative du territoire des freguesias, en fusionnant les paroisses de Barcos et Santa Leocádia. Son nom officiel est União das Freguesias de Barcos e Santa Leocádia et son siège est fixé à Barcos.

## Démographie
Lors du recensement de 2021, Barcos e Santa Leocádia compte 625 habitants.